# Международный Леонардо-клуб

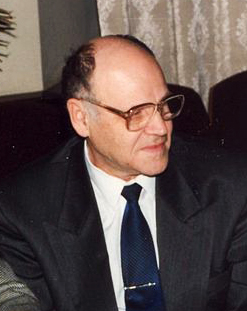
Олег Николаевич Шишкин — 1й президент Леонардо-клуба.

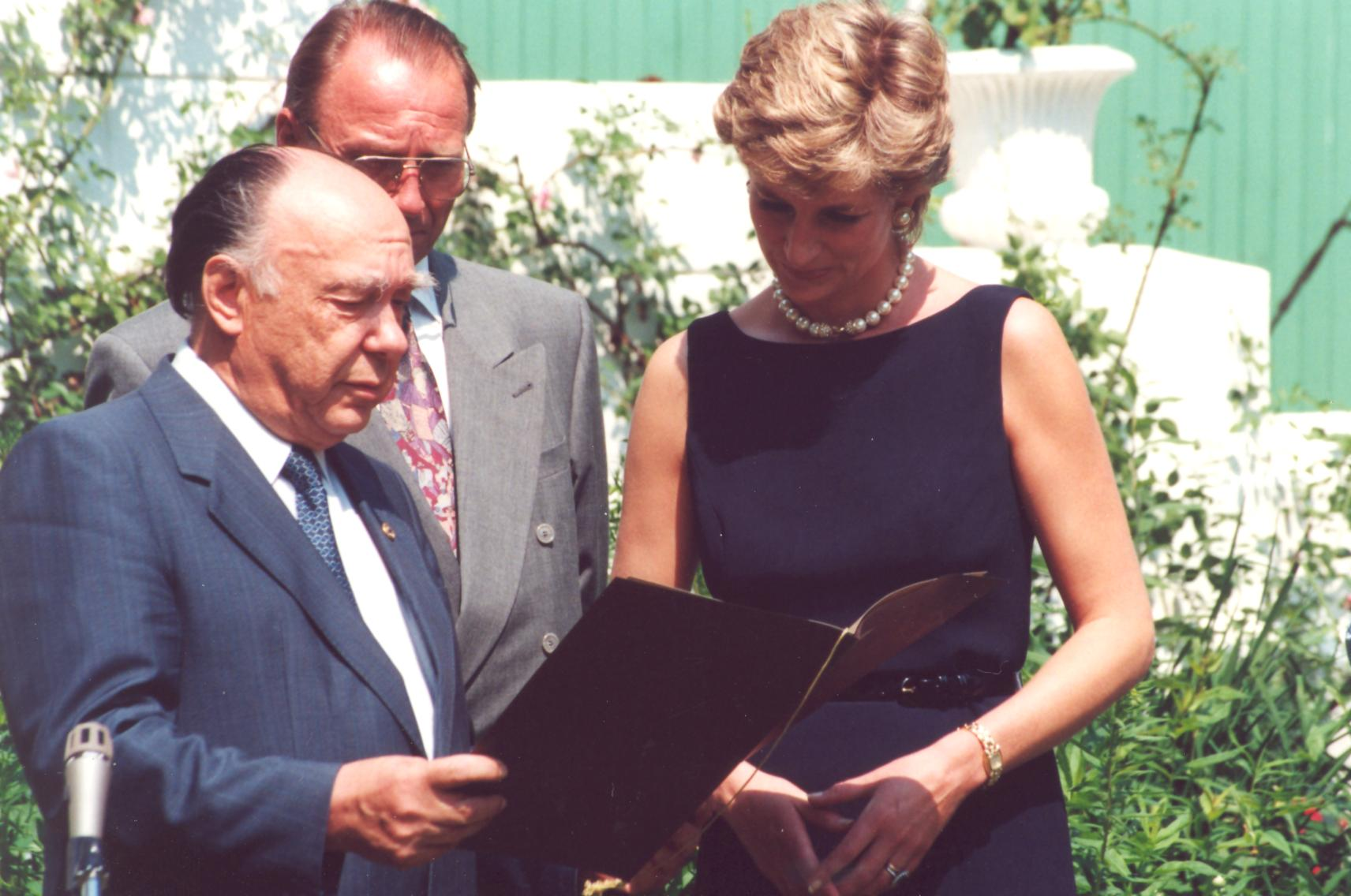
Александр Николаевич Яковлев, 2й президент Леонардо-клуба, вручает принцессе Диане диплом лауреата Леонардо-премии.

Леонардо-клуб (экспертный совет) — группа деятелей культуры, науки и техники, руководителей средств массовой информации и органов государственного управления, регулярно встречавшихся в качестве зрителей шахматных соревнований в 1990—1992.
На момент учреждения международной Леонардо-премии в состав Леонардо-клуба входили: председатель Союза журналистов России Всеволод Богданов, писатель Аркадий Вайнер, кинорежиссёр Станислав Говорухин, летчик-космонавт Владимир Джанибеков, заслуженный мастер спорта по футболу и спортивный комментатор Владимир Маслаченко, экс-чемпион мира по шахматам Василий Смыслов, министр общего машиностроения в последнем составе Правительства СССР Олег Шишкин. Первым президентом Леонардо-клуба (с 1992 по 1994) был Олег Николаевич Шишкин. С 1994 президентом Леонардо-клуба был политический и общественный деятель, главный идеолог «перестройки» Александр Николаевич Яковлев. До 2000 в Леонардо-клуб вступили: народные артисты СССР Ролан Быков, Владимир Васильев, Юрий Никулин, Михаил Ульянов и академик Владимир Уткин.
С начала 2000-х формат Клуба трансформировался, теперь это — Международный Леонардо-клуб (президиум Высшего экспертного совета международных общественных наград). Среди его действительных членов были: народная артистка СССР Марина Ладынина, народный артист России Олег Лундстрем, народные артисты СССР Игорь Моисеев и Борис Покровский, лауреат Нобелевской премии академик Александр Прохоров, народный артист СССР Тихон Хренников, академик Валерий Шумаков.
Работа Международного Леонардо-клуба, в связи с предстоящим вручением его наград, активно ведётся в 2009.

## Деятельность Клуба
При участии действительных членов Леонардо-клуба в октябре 1992 была учреждена Международная Леонардо-премия, которую Клуб присуждает крупнейшим меценатам и организаторам деятельности в области искусства, медицины, спорта и в иных предметных областях.
Международную Леонардо-премия получили:
- Жоао Авеланж (Бразилия), президент Международной федерации футбола (ФИФА)
- Диана, принцесса Уэльская[1] (Великобритания)
- Дайсаку Икэда (Япония), президент «Сока Гаккай Интернэшнл»
- Юрий Лужков (Россия), мэр Москвы (1996)
- Примо Небиоло (Италия), президент Международной Ассоциации Легкоатлетических Федераций (ИААФ) и Международной федерации университетского спорта (ФИСУ)
- Йооп ван Оостером (Нидерланды), меценат мировых шахмат
- Луис Рентеро Суарес (Испания), меценат мировых шахмат
- Хуан Антонио Самаранч[2] (Испания), президент Международного олимпийского комитета
- Виталий Смирнов (Россия), первый вице-президент Международного олимпийского комитета, президент Олимпийского комитета России
- Анатолий Собчак (Россия), мэр Санкт-Петербурга
- Тед Тернер (США), основатель Игр Доброй воли
- Фейсал бен Али аль-Саид, принц (Оман), министр национального наследия и культуры султаната
- Анвар Чоудри (Пакистан), президент Международной ассоциации любительского бокса

## Галерея

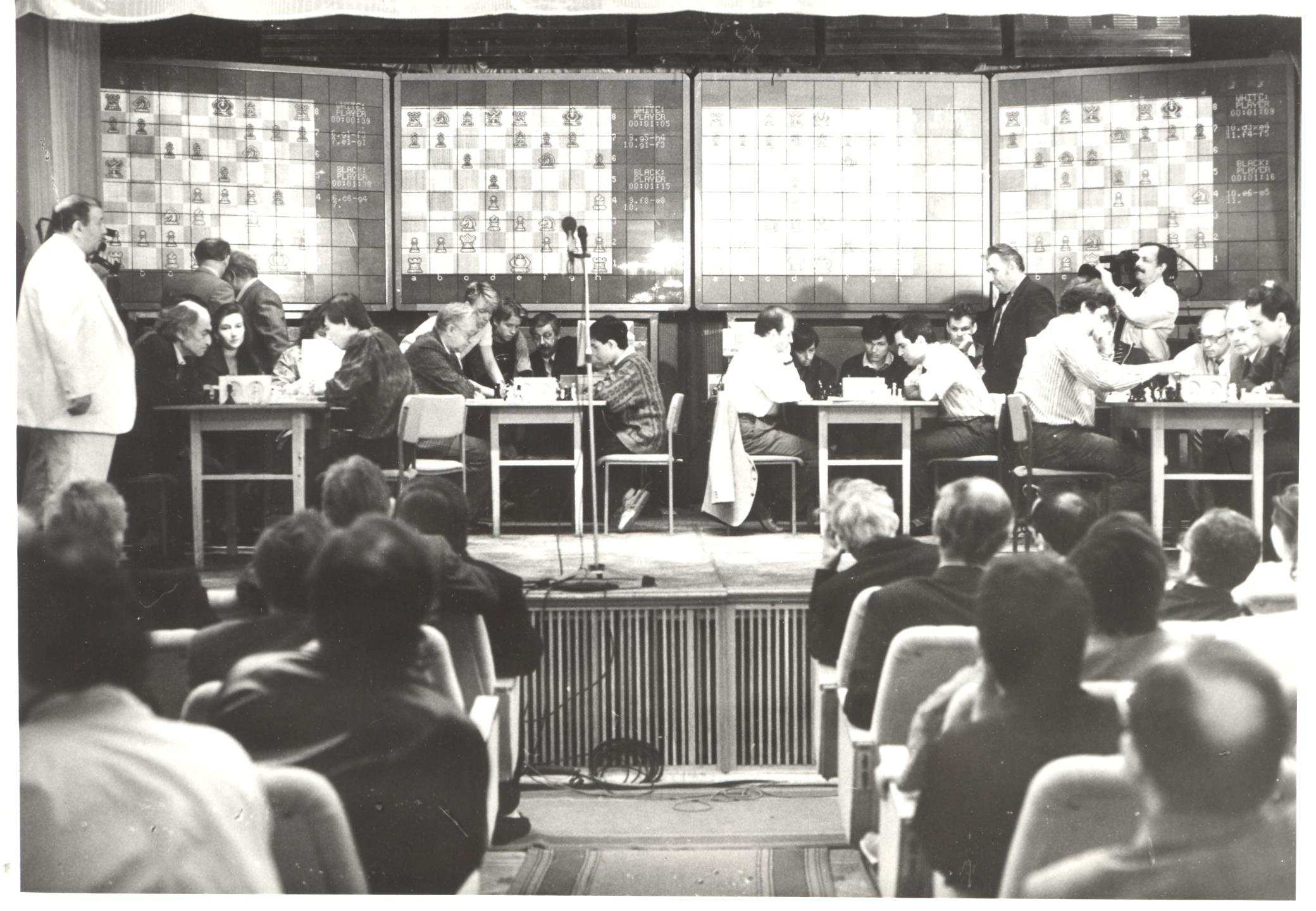
На Предолимпийском блиц-турнире (Москва, 1992) с участием Г. Каспарова, В. Смыслова, М. Таля. Слева на сцене — действительный член Леонардо-клуба Аркадий Вайнер.
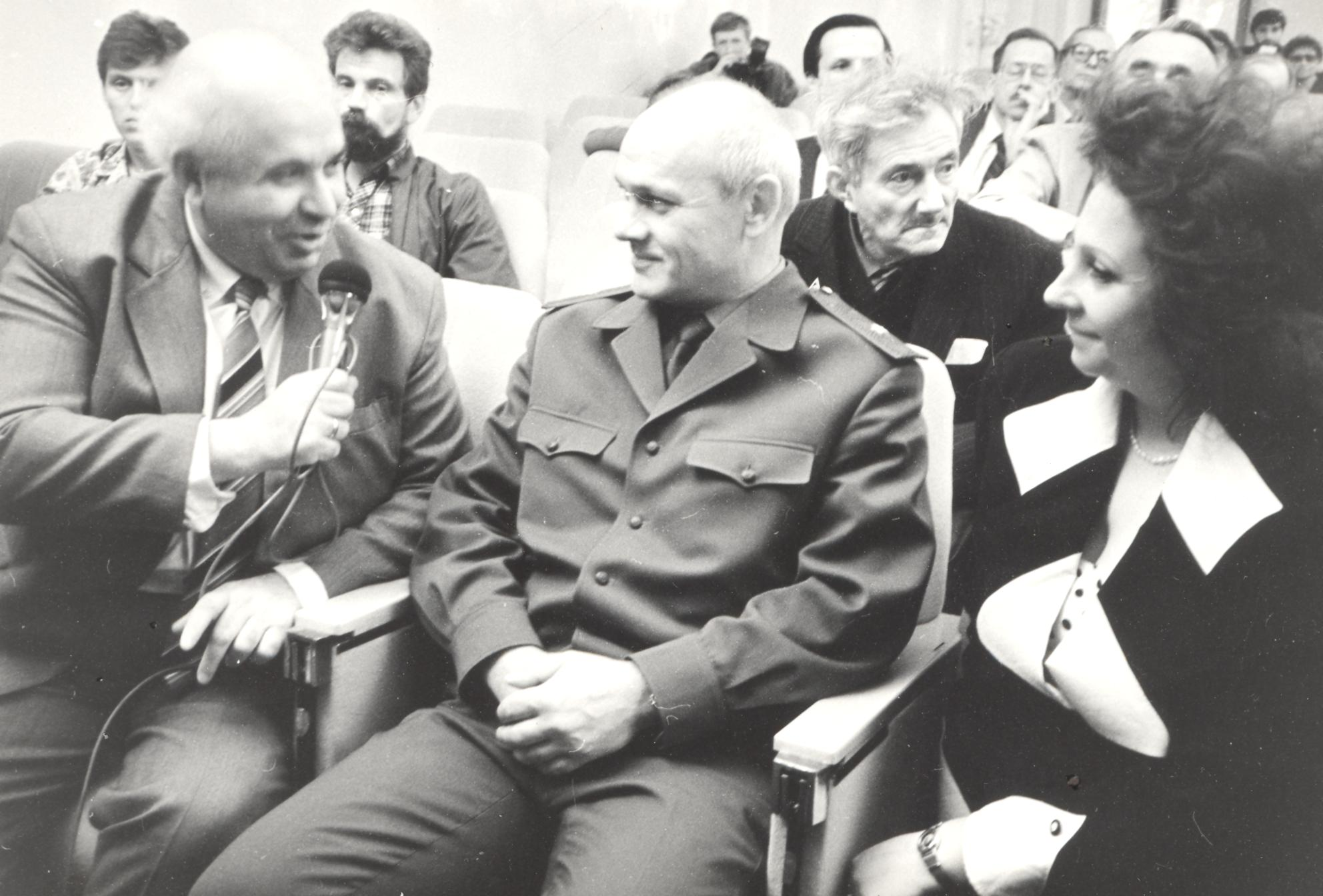
Шахматный обозреватель Яков Дамский берет интервью у действительного члена Леонардо-клуба Владимира Джанибекова.
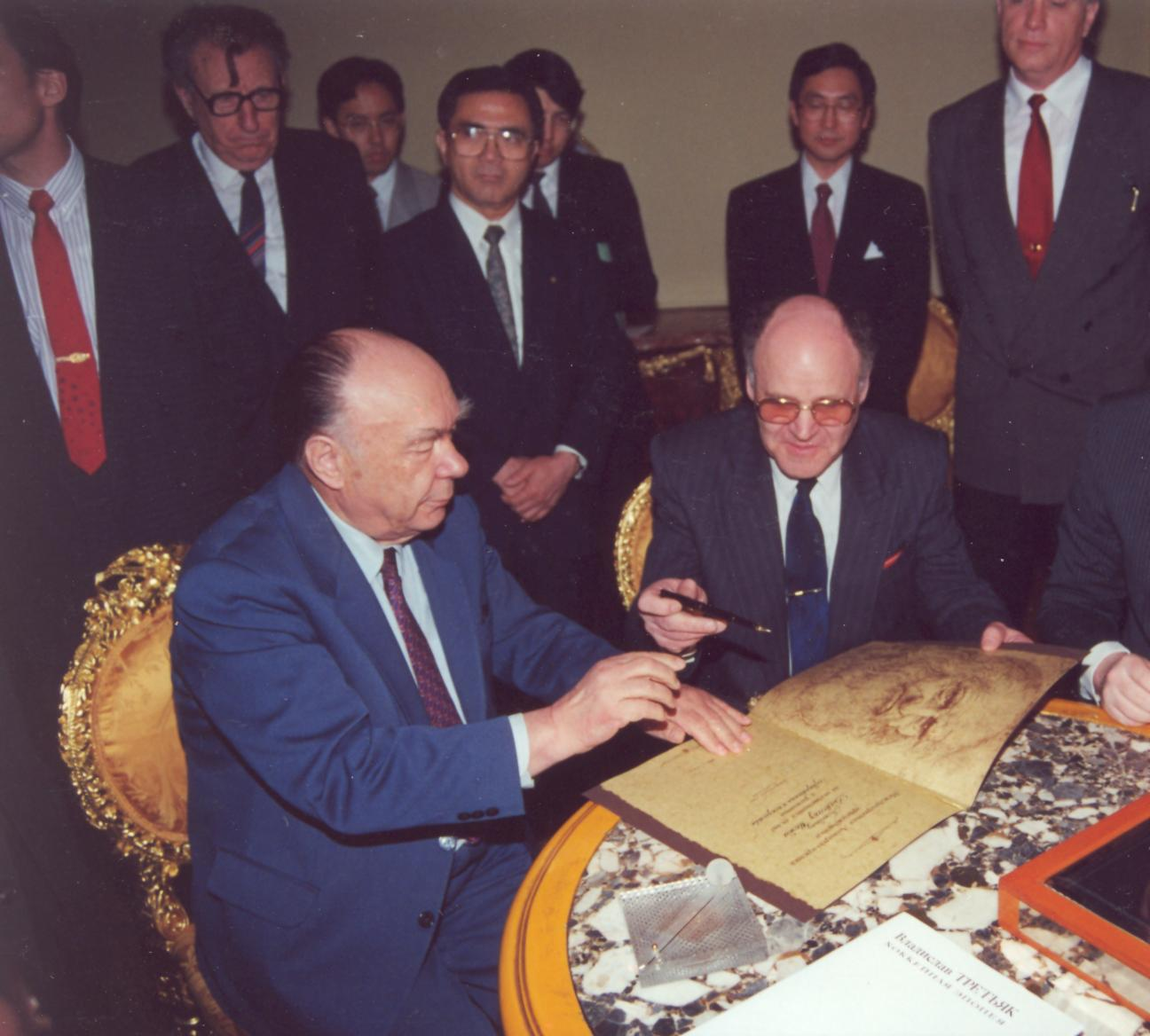
Президенты Леонардо-клуба: первый — Олег Шишкин, второй — Александр Яковлев (сидят, справа налево).
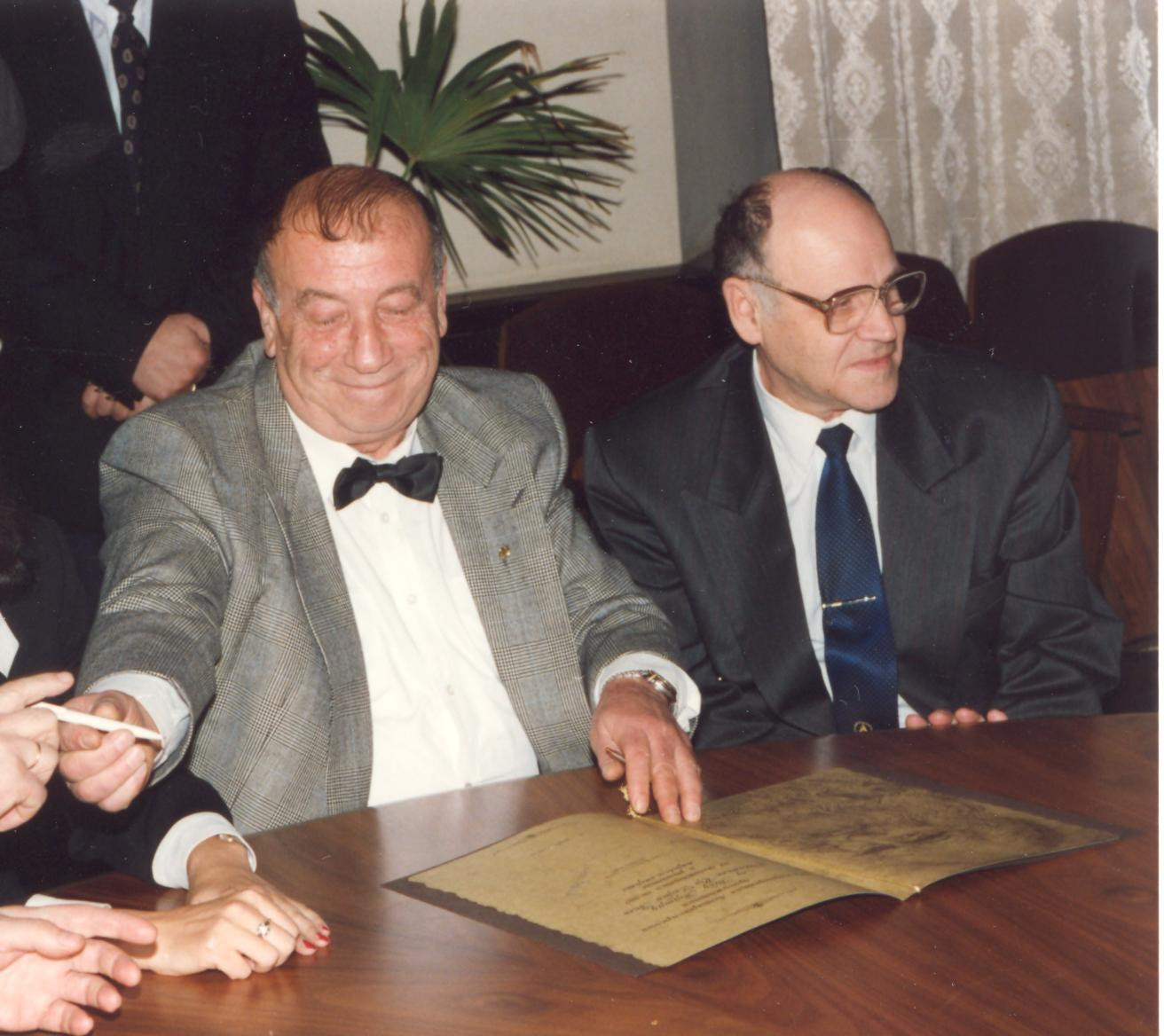
Олег Шишкин (справа) и Аркадий Вайнер подписывают диплом лауреата Международной Леонардо-премии Теда Тернера.
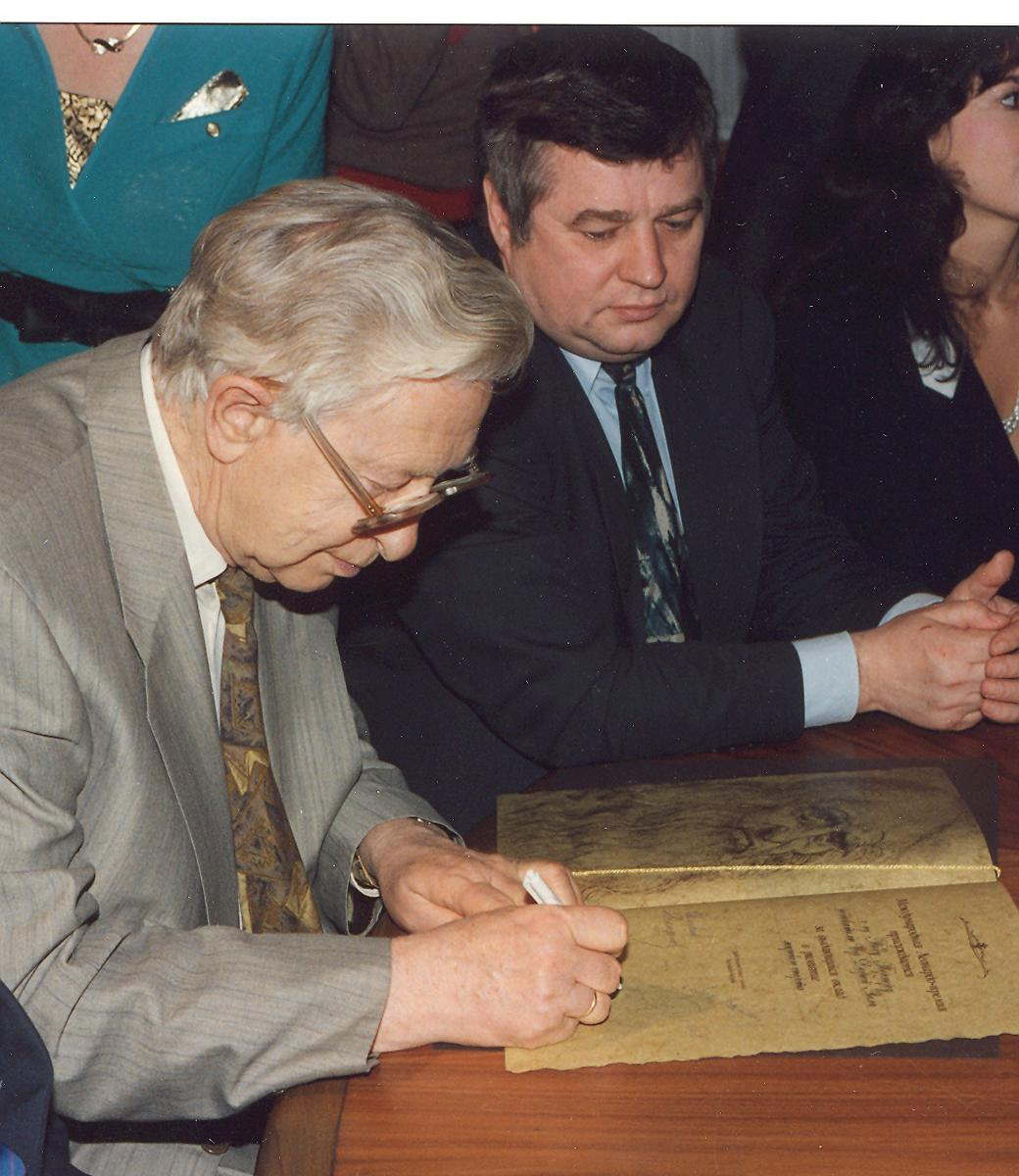
Василий Смыслов (слева) и Всеволод Богданов во время подписания диплома лауреата.
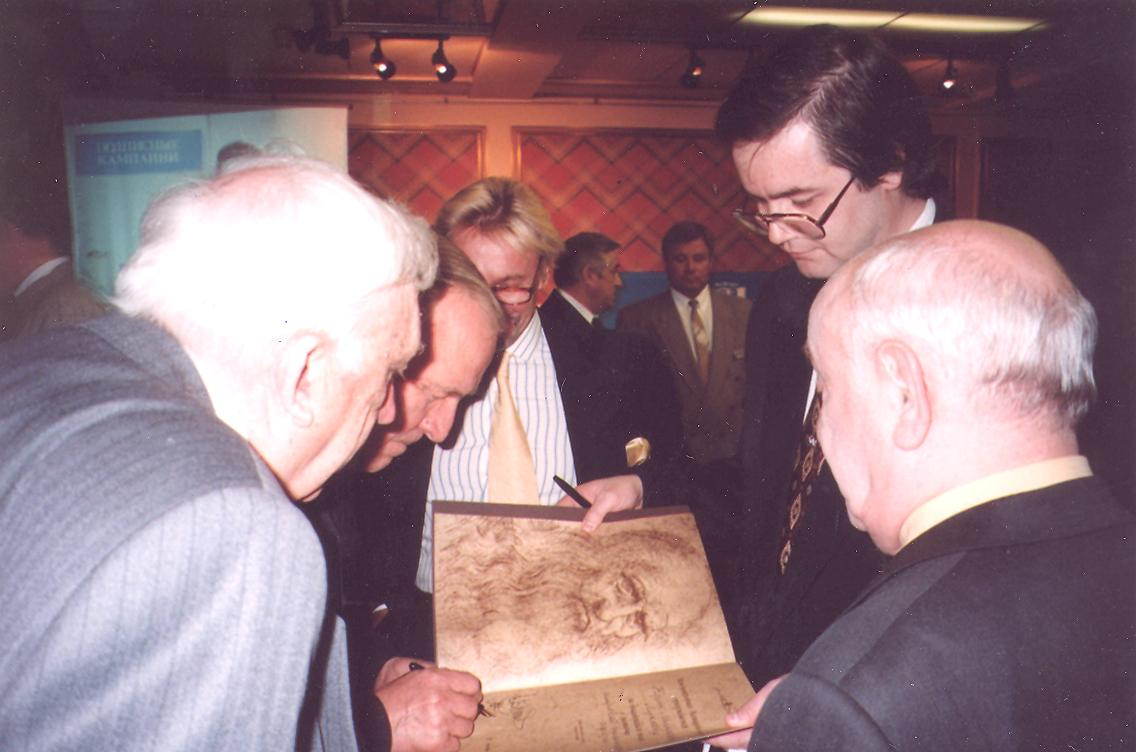
Действительные члены Леонардо-клуба Юрий Никулин, Михаил Ульянов, Владимир Васильев и Ролан Быков подписывают диплом лауреата Юрия Лужкова.
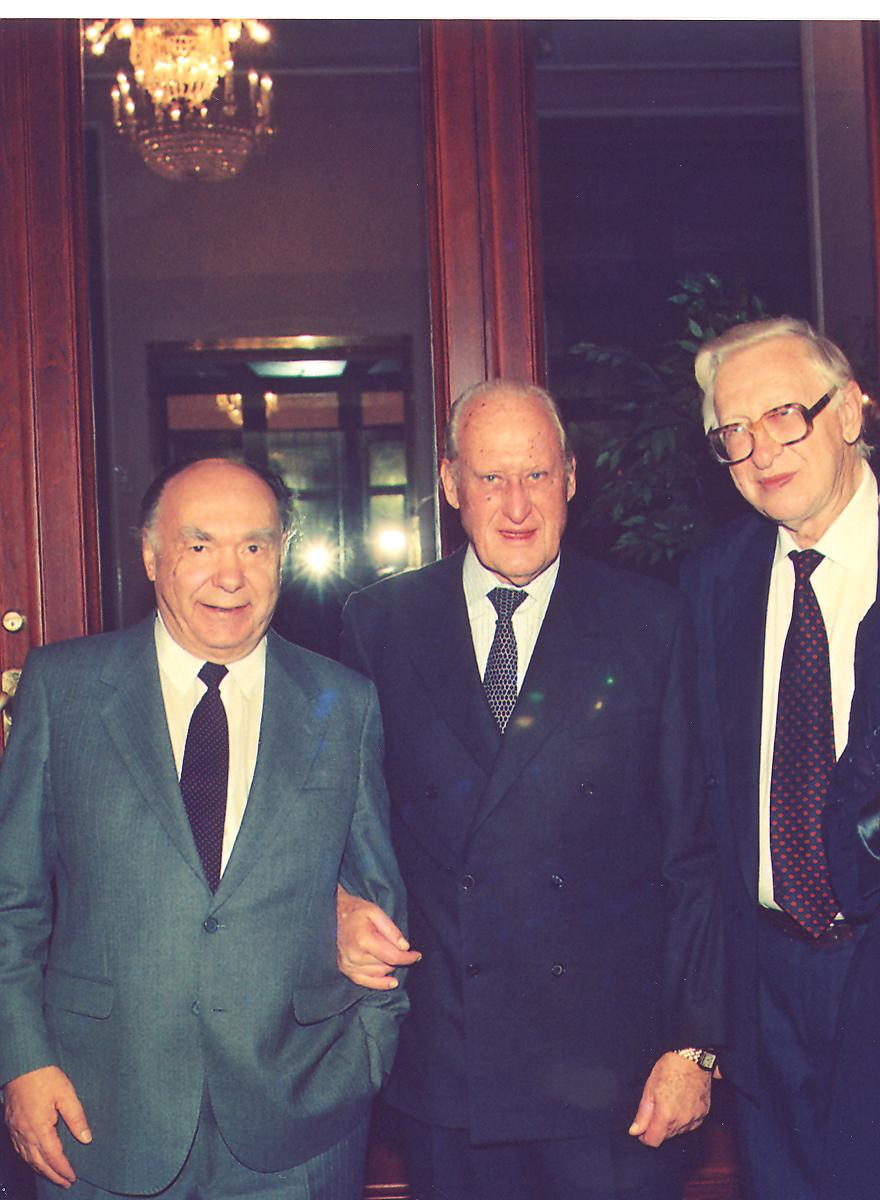
Президент Леонардо-клуба Александр Яковлев (слева) и действительный член Клуба Василий Смыслов (справа) с лауреатом Международной Леонардо-премии Жоао Авеланжем.
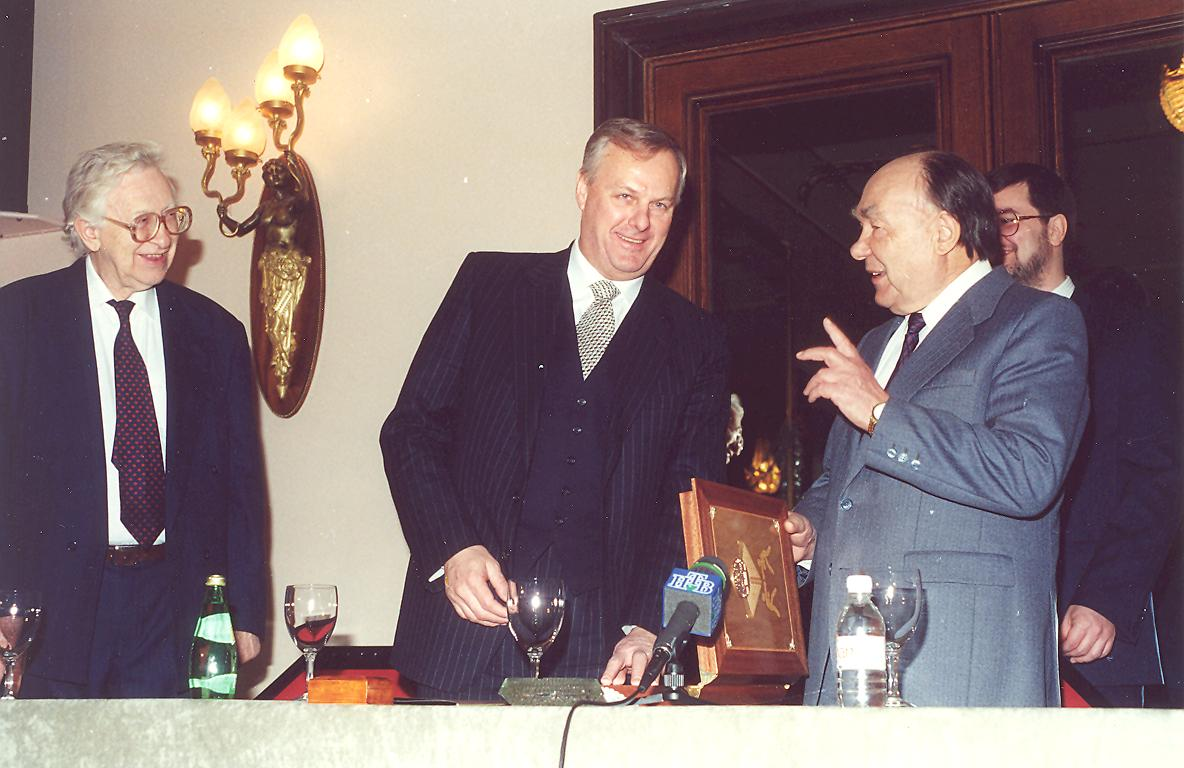
Вручение Международной Леонардо-премии Анатолию Собчаку (в центре). Александр Яковлев (справа) и Василий Смыслов с лауреатом.
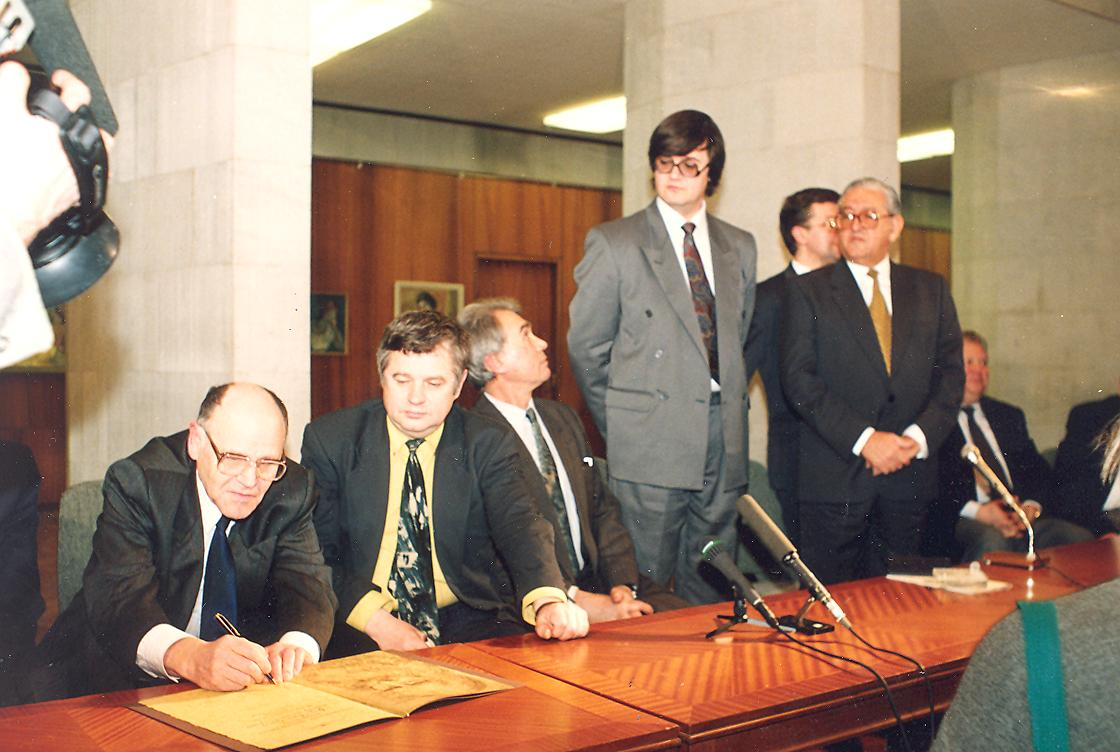
Действительные члены Леонардо-клуба Олег Шишкин, Всеволод Богданов и Владимир Маслаченко (за столом, слева направо) подписывают диплом лауреата Луиса Рентеро
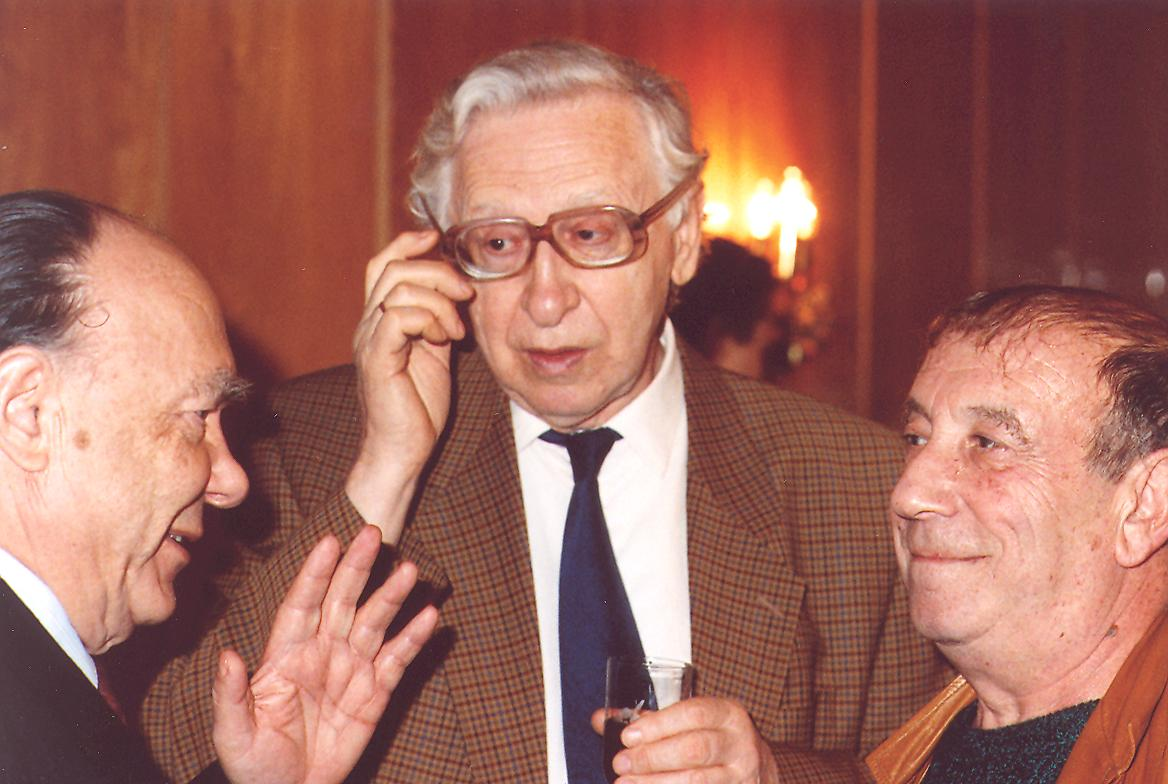
После пресс-конференции. Александр Яковлев, Василий Смыслов и Аркадий Вайнер (слева направо).
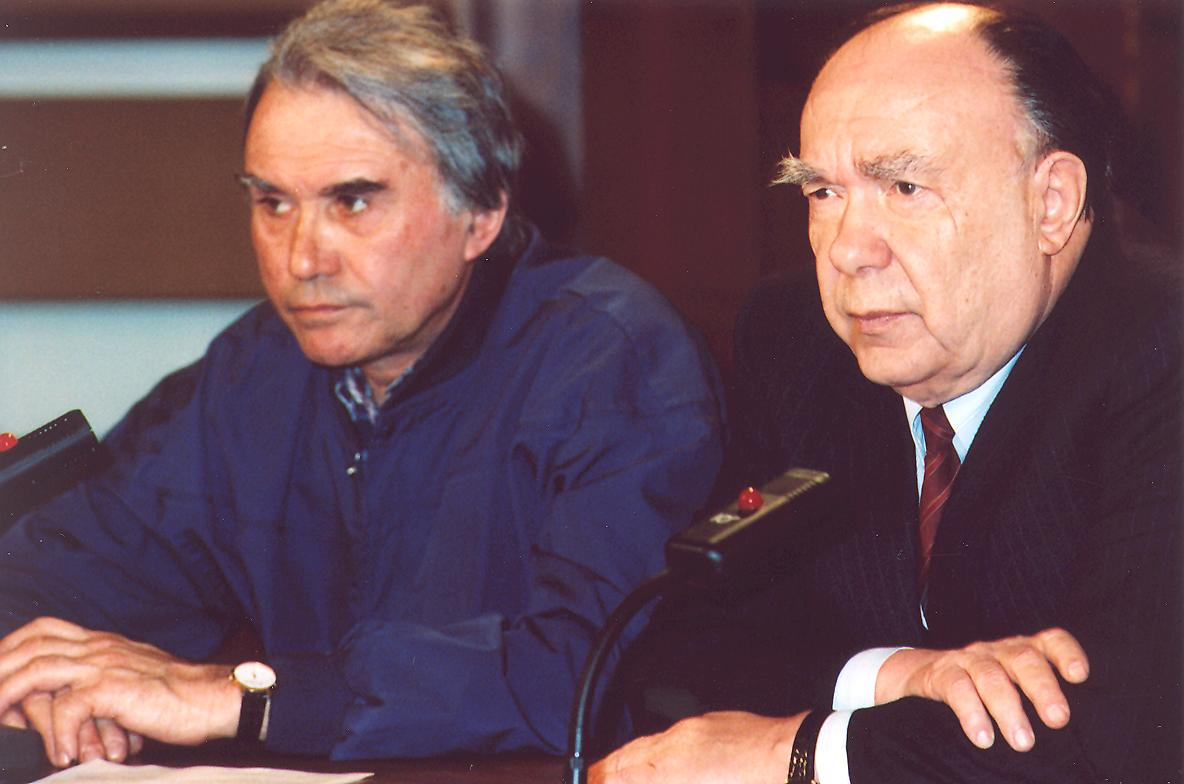
На пресс-конференции. Владимир Маслаченко и Александр Яковлев.
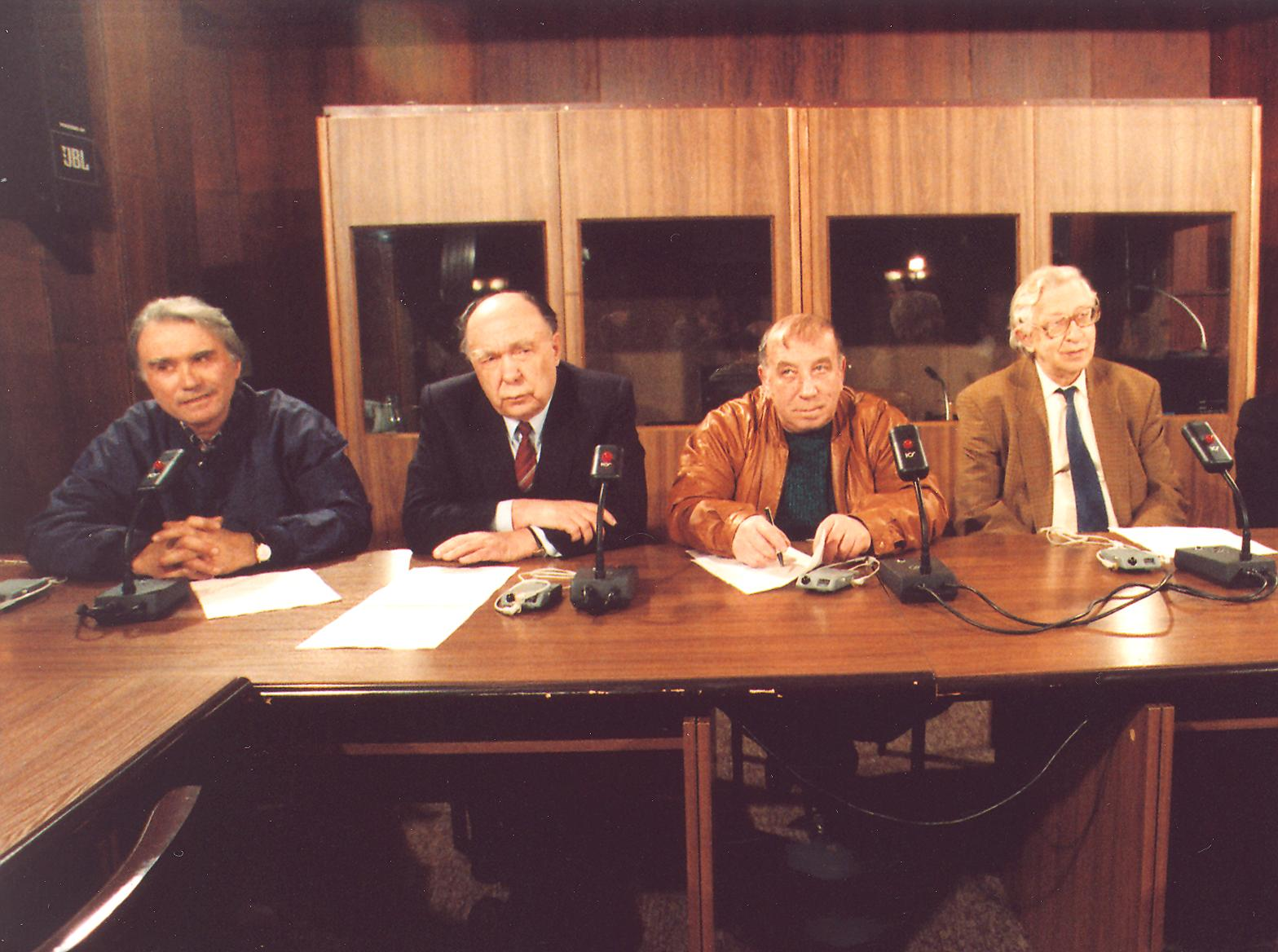
Пресс-конференция Леонардо-клуба. Слева направо: Владимир Маслаченко, Александр Яковлев, Аркадий Вайнер, Василий Смыслов (Москва, пресс-центр МИД РФ, 1994).